# Sylvilagus bachmani
Il coniglio di boscaglia (Sylvilagus bachmani), o coniglio di boscaglia occidentale, è una specie di silvilago diffuso nelle regioni costiere occidentali del Nordamerica, dal fiume Columbia, nell'Oregon, all'estremità meridionale della penisola della Baja California. Il suo areale si estende ad est fino alle pendici orientali dei monti della Sierra Nevada e della Catena delle Cascate.

## Habitat
Il coniglio di boscaglia abita in aree cespugliose, soprattutto in quelle ricoperte dal cosiddetto chaparral. Si trova anche in boschi di querce e di conifere o nelle praterie, dove segue sempre una serie di piste nella vegetazione. Per ripararsi non si scava da solo né gallerie né tane, ma utilizza quelle costruite da altre specie o si nasconde semplicemente tra i cespugli. Nell'area della Baia di San Francisco si è scoperto che i conigli di boscaglia concentrano le proprie attività solo alle zone marginali del chaparral, spingendosi solo raramente in zone erbose. Questi margini costituiscono per lui un ambiente più favorevole persino del chaparral stesso. Studi condotti in Oregon hanno mostrato inoltre che lascia solo molto raramente le aree cespugliose dove vive. Tra i cespugli, comunque, trascorre più tempo durante la stagione secca, mentre durante quella umida vive solitamente tra l'erba, in relazione alla crescita annuale della vegetazione. L'utilizzo dell'habitat è probabilmente connesso anche con la stagione riproduttiva.

## Descrizione fisica

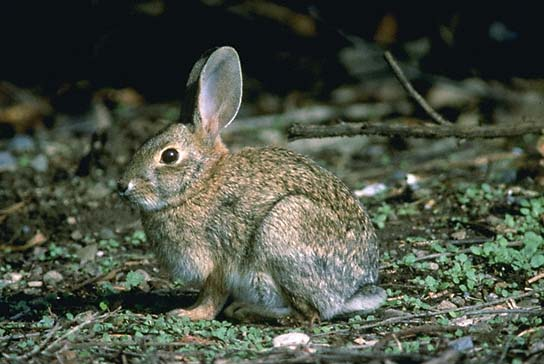
Un coniglio di boscaglia.

Il coniglio di boscaglia è più piccolo di molti altri silvilaghi, e diversamente dalla maggior parte di questi ha la parte inferiore della coda di colore grigio, invece che bianco (proprio per questo motivo in inglese non viene indicato con il nome di cottontail, «coda di cotone», come altri silvilaghi, ma semplicemente come rabbit). La colorazione della pelliccia del dorso varia dal bruno chiaro al grigio, mentre il ventre è quasi sempre bianco. Gli adulti misurano 25-35 centimetri di lunghezza e solo raramente superano i 900 grammi di peso.
Questa specie è stata suddivisa in un gran numero di sottospecie distinte geograficamente; tra queste ricordiamo S. b. ubericolor dell'Oregon; S. b. cinerascens, S. b. mariposae, S. b. riparius, S. b. tehamae e S. b. trowbridgii della California; e S. b. cerrosensis, S. b. exiguus, S. b. howelli, S. b. peninsularis e S. b. rosaphagus della Baja California. Le sottospecie S. b. bachmani, S. b. macrorhinus e S. b. virgulti hanno areali meno ristretti. Sylvilagus bachmani riparius, il coniglio di boscaglia rivierasco, è estremamente minacciato; numeroso in passato lungo i fiumi San Joaquin e Stanislaus, è ora ridotto ad una popolazione di poche centinaia di individui nel Parco Statale della Memoria di Caswell. Delle varie sottospecie proposte, solamente le seguenti vengono attualmente riconosciute; gli altri sono solo sinonimi: S. b. ubericolor, S. b. cinerascens, S. b. bachmani, S. b. exiguus, S. b. howelli, S. b. cerrosensis.

## Riproduzione
Il coniglio di boscaglia, come altri conigli, può riprodursi in ogni periodo dell'anno, ma il picco degli accoppiamenti va da febbraio ad agosto. Il periodo di gestazione è di circa 22 giorni. Una femmina può dare alla luce fino a cinque nidiate all'anno, ma due-tre nidiate sono più comuni. Ognuna di queste è composta da uno a sette coniglietti, completamente privi di pelo alla nascita. In media, però, il numero dei nati è di tre.

## Comportamento
Da uno studio condotto sulle Colline Berkeley, nella California settentrionale, si è scoperto che i maschi hanno territori più grandi delle femmine durante tutto il corso dell'anno, specialmente in maggio, quando quelli delle femmine si riducono considerevolmente. È stato stimato che l'estensione dei territori di questi animali vada dai 4 km² dei maschi ai 2 delle femmine. La forma di queste zone è solitamente circolare, ma a seconda della vegetazione può variare molto in forma e dimensione. Le aree utilizzate, comunque, non sono di forma circolare né uniformi, ma piuttosto consistono in una serie di piste che si collegano direttamente con il fitto della vegetazione. Il comportamentro intraspecifico sembra essere variabile e potrebbe riflettere lo stato delle risorse locali. Alcuni conigli sono stati osservati nutrirsi simultaneamente nella stessa area, ma mantenevano sempre una distanza di 0,3-7 metri l'uno dall'altro, prima che esplodessero in atteggiamenti di minaccia. È stato dimostrato che le femmine tendono a non sovrapporre i propri territori, cosa che invece non accade nei maschi; ciò potrebbe indicare che le femmine siano territoriali. Per questi animali riunirsi in gruppo potrebbe anche essere utile, soprattutto come deterrente contro i predatori, ma un tale comportamento non è ancora stato provato.

## Alimentazione
Il coniglio di boscaglia si nutre soprattutto di erba e foraggio, specialmente trifoglio verde, ma può anche mangiare bacche e brucare dai cespugli.

## Predatori e tecniche di sopravvivenza
Questa specie è predata da molti animali, come puma, coyote, volpi, bobcat, donnole e varie specie di rapaci e serpenti. Per sfuggire ai loro attacchi, il coniglio può rimanere immobile, se si trova tra i cespugli, o correre a zig-zag, se invece si trova in spazi aperti.

## Conservazione
Il coniglio di boscaglia non viene cacciato dall'uomo, come invece accade a molte altre specie di silvilaghi, soprattutto a causa delle sue piccole dimensioni. Inoltre, non arreca neanche grande danno ai raccolti o ad altre attività umane. Alcune sottospecie, comunque, sono ritenute minacciate e sono protette dalle leggi statali e federali.